# Livet-et-Gavet
 Livet-et-Gavet  es una población y comuna francesa, en la región de Ródano-Alpes, departamento de Isère, en el distrito de Grenoble y cantón de Le Bourg-d'Oisans.

## Demografía
Es imprescindible especificar la fuente de los datos.
Para ello, usa el parámetro "fuente".
Para más información, consulta Plantilla:Evolución demográfica/doc.
Livet-et-Gavet es una comuna francesa situada en el departamento de Isère, en la región Rhône-Alpes.
Sus habitantes son llamados Rioupéruchons ( Rioupéruchonnes ) o Livetons ( Livetones ) o Gavetons (Gavetones).

## Geografía
Livet-et-Gavet se encuentra Oisans en el Romanche a medio camino entre Grenoble y estaciones de deportes de invierno de El Alpe d'Huez y Les Deux Alpes ( 25 kilómetros ). La ciudad también está a medio camino entre Vizille y Bourg d'Oisans (unos 15 kilómetros ).
La ciudad está situada entre las montañas de Belledone y Macizo Taillefer, y es servido por la ruta provincial 1091 (Ex RN91).
El Lago Poursollet y aldeas 1.649 metros sobre el nivel del mar, es parte de Livet-et-Gavet y ofrece muchas de senderismo en un entorno natural sensible.
Localidades
La topografía del lugar ha llevado a la formación de varias aldeas:
```
   *El Clavaux,
   *El Saliniere,
   *Les Clots,
   *El Ponants,
   *La Roberts
   *El Poursollet.
```

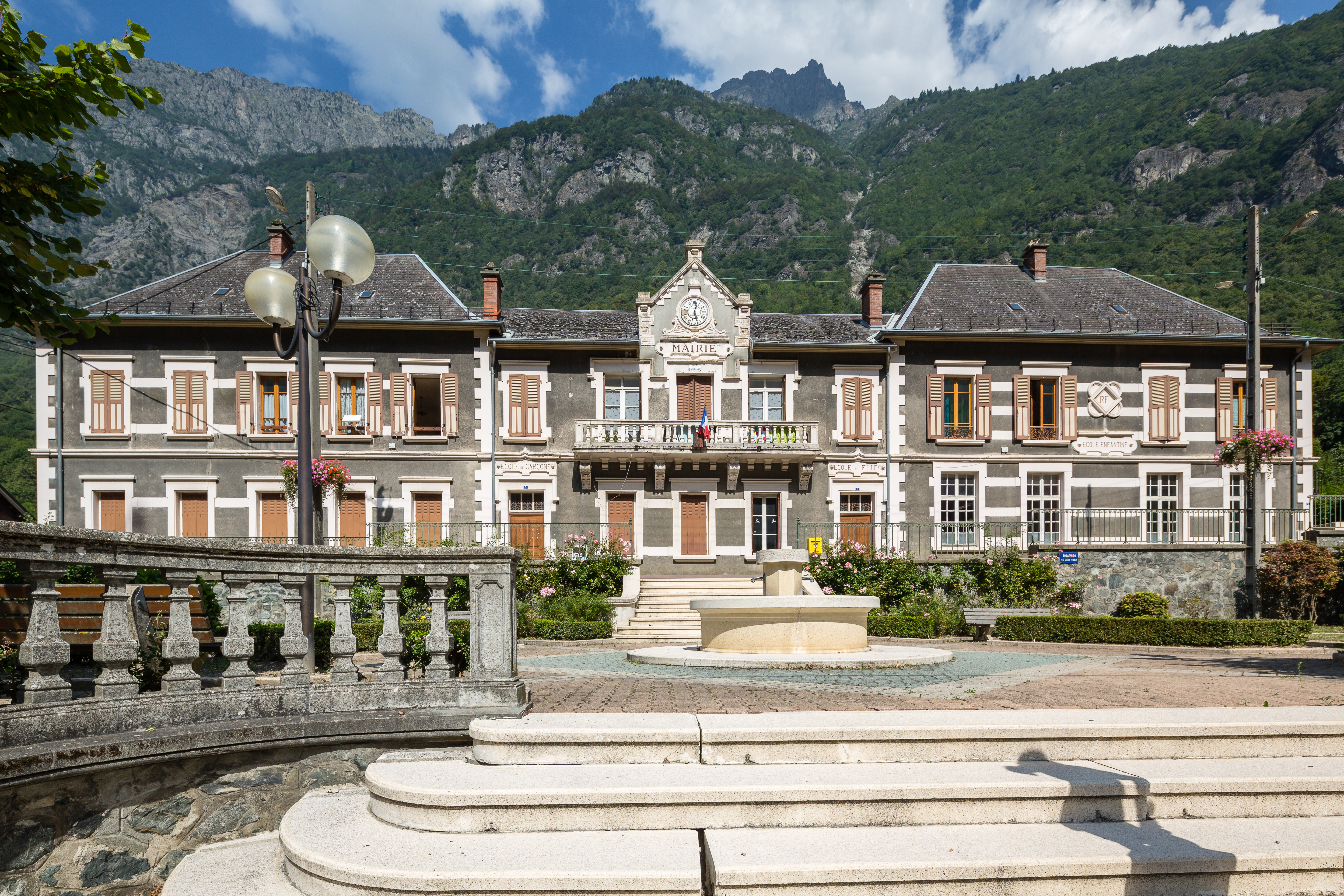
Ancienne mairie et école, Livet-et-Gavet, France

Los tres pueblos principales que componen la ciudad de Livet-et-Gavet son:
```
   *Livet,
   *Riouperoux,
   *Gavet.
```

## Municipios vecinos
Séchilienne, Chamrousse, Revel, Allemond, Le Bourg d'Oisans, Oulles, Ornon, La Morte, Saint-Barthélemy
Toponimia
Esta sección es vacía, no bastante detallada o incompleta. Vuestra ayuda es bienvenida!
Historia
Artículo principal: Línea de Jarrow en Bourg d'Oisans.
El municipio fue creado entre 1790 y 1794, por la fusión de Livet y Gavet. En 1909, la capital fue trasladada a la ciudad de Livet a Riouperoux 2
Ciudad industrial real durante la XXª  siglo. Pasado industrial rico con las fábricas de papel, grandes hidroeléctricas y la industria de la metalurgia y la industria del acero. Ella fue servido por la línea de Jarrow en Bourg d'Oisans, una línea de ferrocarril de línea corta operados por los Ferrocarriles de la Dauphiné (VFD) 1894-1946.
La resistencia fue fuerte y mortal en el Oisans y particularmente en el valle de la Romanche, este valle es un acceso clave y estratégica para ir a Italia. Le Maquis de l'Oisans lucharon sin descanso en el corazón de estas montañas, plantas Livet-et-Gavet produjo conchas que alimentaron las batallas. Un monumento en el puente en Infernet Livet rinde homenaje a aquellos hombres y mujeres que murieron por su país.

## Economía

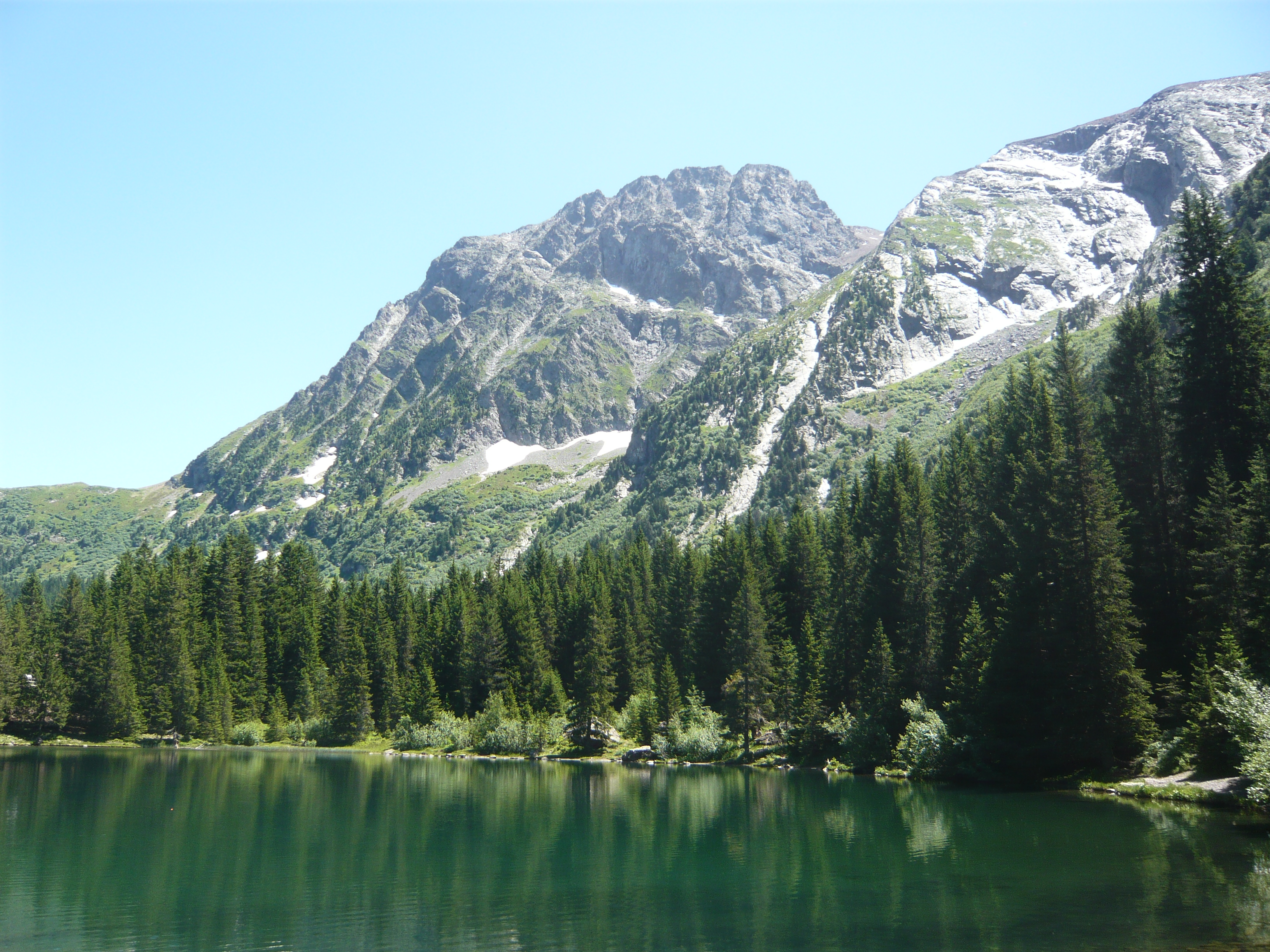
Lago Poursollet y Taillefer, La Morte.

```
   *La energía hidroeléctrica
   *Metalurgia
   *Turismo ecológico
   *Turismo Industrial
```

## Desarrollo
Alcalde Livet-et-Gavet
El exalcalde de Livet-et-Gavet, ahora una escuela.
Livet-et-Gavet es un municipio en el departamento de Isère habitada desde tiempos remotos. La ciudad era el destino casi inevitable para los romanos para ir a Italia. Luego, en la XX ª siglo, desarrollada por todas las numerosas plantas hidroeléctricas Romanche no sólo la creación de miles de puestos de trabajo, sino también una ciudad industrial con la totalidad de la vivienda, los ferrocarriles, las películas, las escuelas, los parques...
Al final de la era industrial, las fábricas cierran una a una, dejando los restos cerca de la Romanche. El ferrocarril se ha ido, y la carretera se ha ampliado, pero la población ha sufrido un lento declive.
Desde los años 1980, la ciudad está tratando de recuperarse con la ayuda del estado, la región y el departamento de Isère. Un museo ha sido creado para recordar la historia del valle del Romanche. Desviaciones Gavet Livet y centros de ayuda a evitar la ciudad y darles un poco de aire fresco.
Las fábricas, como Pechiney a Gavet convierten FerroPem haber sido capaces de diversificar y modernizar para competir con la industria metalúrgica. La hidroelectricidad prospera con la realización de proyectos FED Romanche-Gavet vivienda se reconstruyen. La ciudad trabajó duro en la limpieza y floral.
Hasta la fecha, un vasto proyecto dirigido y financiado por la compañía francesa EDF ha puesto en marcha. Después de diez años de preparación, este proyecto importante de alrededor de 250 millones de euros tendrá como objetivo reemplazar completamente las plantas hidroeléctricas existentes producen el valle de la Romanche, permitiendo tanto para aumentar electricidad renovable en Isère, pero además de redibujar el paisaje del valle del Romanche. Una planta subterránea de 92 MW moderna se construirá Gavet, conectadas por un túnel de 9,3 kilómetros con una toma de agua de la presa se encuentra aguas arriba de Livet. Este proyecto es actualmente el más grande de Francia en términos de energía hidroeléctrica. Una visión general del sitio y visibles desde el RD1091 (Alpine Road) puente Infernet.

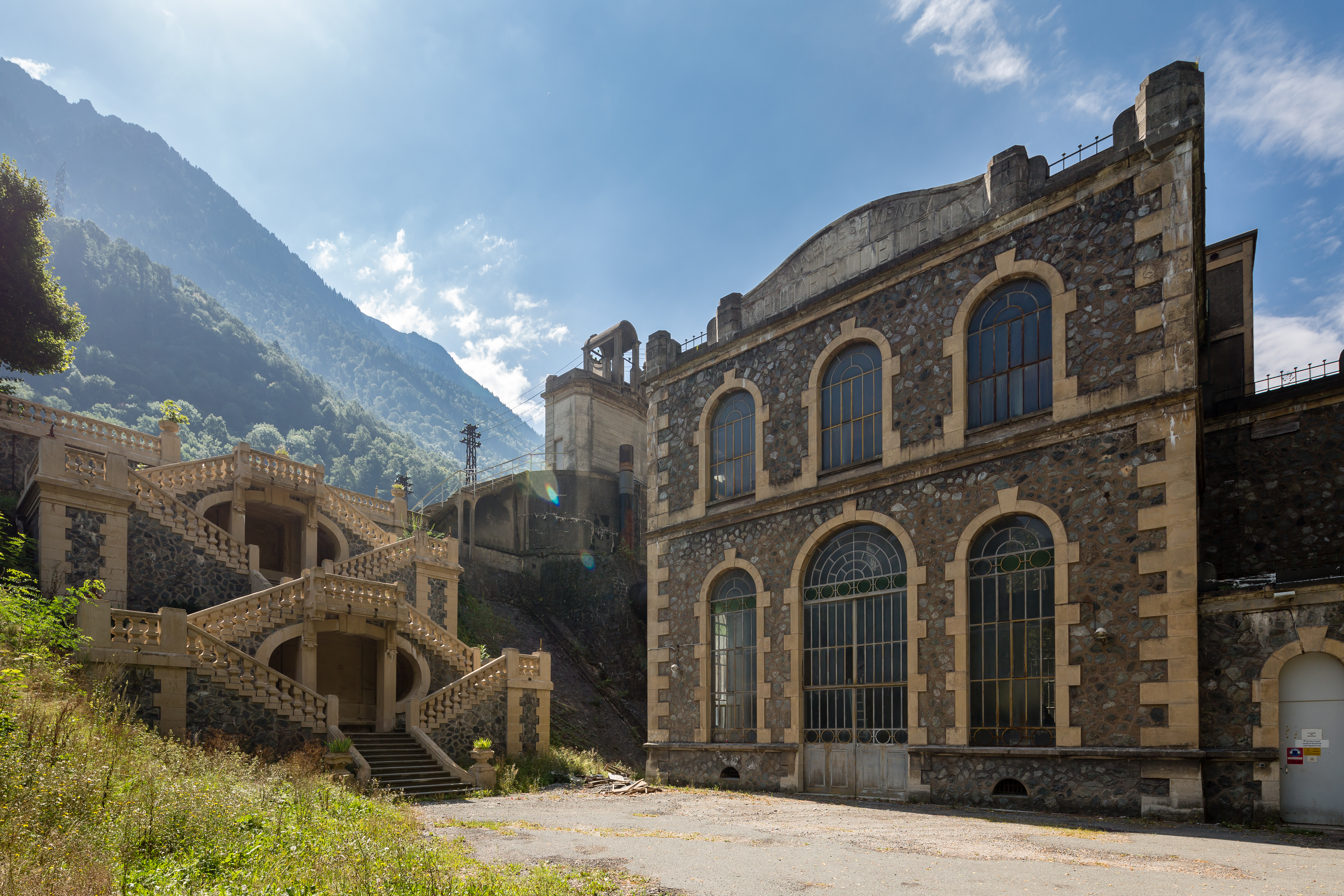
Planta hidroeléctrica de Vernes, Livet-et-Gavet, France

Con el tiempo, las viejas plantas de energía, no recuperables, después de más de un siglo de funcionamiento serán destruidos, y el lecho del río se volvieron a desarrollar con el fin de desarrollar el turismo en la ciudad de Livet-et-Gavet: caminos, lago, puente, la decoración del paisaje, etc Las discusiones están en marcha para promover el patrimonio del Valle para que estos restos es un activo real en el futuro, una asociación, "Patrimonio para el Futuro", fue creado para esto, y todas las ideas son bienvenidas.
Vernes : central hidroeléctrica, clasificado monumento histórico.
La ingesta de la Romanche, al principio del XX ª siglo, que proporciona la energía de la fábrica de Clavaux universales Acetileno Company.
Hoy Livet-et-Gavet está experimentando la transición económica y aspira a convertirse en un encantador valle alpino, que combina la generación hidroeléctrico moderna, la biodiversidad natural y el ecoturismo (senderismo, pesca, ciclismo, escalada, y parapente...). Estas cuestiones están animados por el Consejo General de Isère, la ciudad, el territorio de los Oisans, o la compañía EDF.
Cultura local y patrimonio
Sitios y Monumentos
Patrimonio Religioso
La fachada de la iglesia de San Antonio.
```

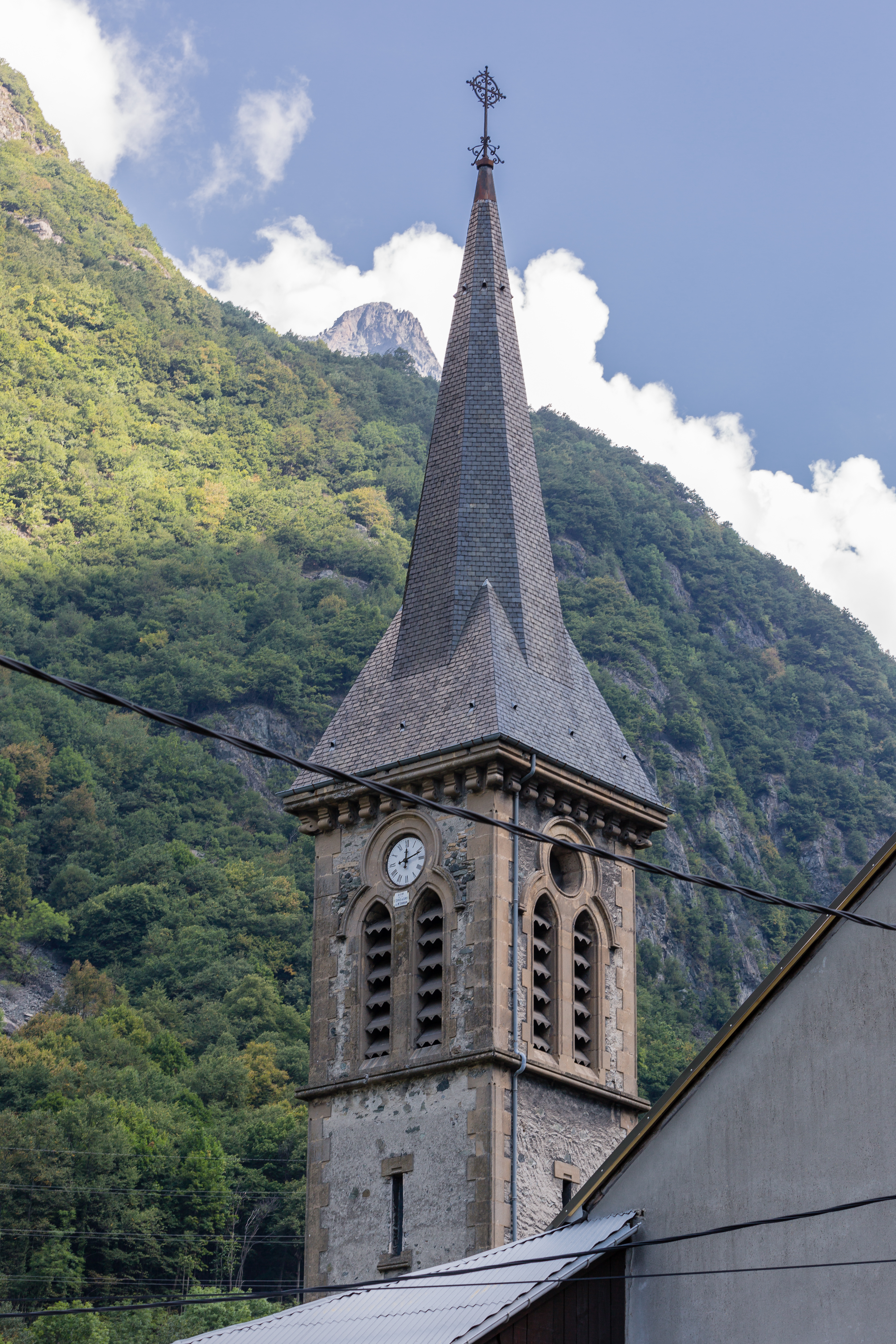
Clocher de l'église Saint-Antoine, Livet-et-Gavet, France

   La Iglesia de San Antonio en Livet y vidrieras fueron etiquetados Patrimonio Isère.
   La planta hidroeléctrica Vernes.
   Iglesia histórica Livet.
   Capilla Riouperoux
```

## Patrimonio civil
Vernes central en Livet, hidroeléctrica sigue activo combinar el rendimiento y la estética, la planta hidroeléctrica en Francia clasificada como monumentos históricos (desde 1994).
Curiosidad: Jefe de Louis XVI a Riouperoux, imponente cabeza con forma de roca a lo largo de la RD1091.
Bandera Keller, zancos Charles Albert Keller también estar filmando ríos de color púrpura, con la etiqueta Patrimonio Isère 5. Los arquitectos que diseñaron esta casa son Jean Benoit y Jean Bonnat.
Energía EDF Baton (bordeando la comuna de Allemond) central hidroeléctrica construida en la roca al principio del XX° siglo.
Memorial al Maquis Oisans en Livet.

## Patrimonio cultural
```
   Qué ver: Museo de la Romanche a Riouperoux.
```

## Personalidades relacionadas con la común
Charles Albert Keller  : Fundación de un imperio industrial real en el valle del Romanche, que sabía cómo utilizar la fuerza del agua para alimentar el Romanche muchas plantas hidroeléctricas valle, sino también el poder por primera vez en el transporte de ' la electricidad de la ciudad de Grenoble...
Trivia
Clochet la Iglesia de St. Antoine
La ciudad era uno de los lugares para disparar película importante ríos de color púrpura, incluyendo la casa de Charles Albert Keller en impresionante parte arquitectónica de la casa, inclinada de 4 plantas de altura y con un techo típica de principios del XX ª  siglo, está construida de piedra (la inscripción "Establecimientos Keller y Leleux" todavía parece), mientras que el segundo, de hormigón armado, se basa en grandes pilas en una posición dominante sobre la romanche : estaba la oficina de Charles Albert Keller, desde donde podía observar todos sus talleres y fábricas ubicadas en ambos lados del río.

## Conexiones
livetetgavet.com